# Lingua chamacoco
La lingua chamacoco, in italiano anche ciamacoco; è una lingua zamucana parlata in Paraguay.

## Distribuzione geografica
Secondo Ethnologue, nel 2007 si contavano 1.800 locutori di chamacoco, stanzati nel dipartimento dell'Alto Paraguay.

## Classificazione
Il chamacoco fa parte della famiglia linguistica zamuco, che include anche l'ayoreo e l'antico zamuco, lingua parlata nel XVIII secolo nella riduzione gesuitica di San Ignacio de Samucos ed oggi estinta. Tale lingua è molto simile all'ayoreo, anche se probabilmente l'ayoreo non discende direttamente dall'antico zamuco.
Benché ayoreo e chamacoco condividano soltanto il 30% del loro lessico, studi linguistici hanno mostrato notevoli somiglianze morfologiche tra queste lingue e, in particolare, che molte eccezioni in una lingua corrispondono ad una regolarità nell'altra. Inoltre, la comparazione con l'antico zamuco ha fatto emergere elementi morfologici che sono conservati in antico zamuco e in chamacoco, ma non in ayoreo.
Studi genetici confermano sia la parentela tra gli Ayoreo e i Chamacoco, sia la loro diversità nei confronti delle altre popolazioni della zona. Anche nell'organizzazione sociale e nella cultura materiale si possono notare somiglianze tra Ayoreo e Chamacoco, ma si segnalano differenze in ambito religioso.

## Sistema di scrittura
Per la scrittura viene utilizzato l'alfabeto latino. Il sistema di trascrizione più usato è quello stabilito da Ulrich & Ulrich in collaborazione con la comunità chamacoco tra la fine degli anni '80 e l'inizio degli anni '90.

## Struttura linguistica
Il chamacoco ha sei timbri vocalici (/a e i o u ɨ/) senza considerare la nasalità e la lunghezza. Morfologicamente parlando è una lingua fusiva.
Nomi e aggettivi si flettono per numero (singolare e plurale) e genere (maschile e femminile). La morfologia nominale mostra inoltre una distinzione tra una “forma base”, originariamente usata in funzione predicativa, una “forma piena”, usata in funzione argomentale, e una “forma indeterminata”, usata per un referente non specifico.
Come tutte le lingue del Chaco, il chamacoco distingue tra nomi che hanno una flessione possessiva (“nomi possedibili”) e nomi che ne sono privi (“nomi non possedibili”). Nei primi il possessore è marcato da un prefisso, mentre per i secondi la lingua aveva, come in ayoreo, un sistema di classificatori possessivi che è andato in gran parte perduto.
Il chamacoco è una lingua a preminenza modale, in cui il verbo non esprime né tempo né aspetto, ma mostra una distinzione tra realis e irrealis. Nel verbo e nei pronomi personali si può osservare un contrasto tra prima persona inclusiva e esclusiva, che è assente nelle altre lingue zamuco.
L'ordine prototipico dei costituenti è SVO nelle frasi ed NA e GN nel sintagma nominale. In sintassi la lingua si caratterizza per la presenza di rare strutture paraipotattiche, documentate anche in ayoreo e in altre lingue del Chaco, nonché in italiano antico e in altre lingue romanze.

## Studi linguistici
I primi studi sul chamacoco si devono all'esploratore e fotografo italiano Guido Boggiani.

## Situazione sociolinguistica
Il chamacoco si divide in due dialetti: ebitoso e tomaraho. Benché i Chamacoco utilizzino ancora la propria lingua in famiglia e nelle loro comunità, essa è continuamente sottoposta alla pressione esercitata dallo spagnolo, dal guaranì e dal portoghese. L'intenso contatto linguistico che l'ebitoso ha avuto con lo spagnolo ha portato alla perdita di alcune strutture sintattiche autoctone e all'introduzione di numerosi prestiti dallo spagnolo, che tendono, a poco a poco, a sostituire il lessico originario. Al contrario, il tomaraho mantiene alcune caratteristiche arcaiche non più osservabili in ebitoso.